# Robert des noms propres
Ne doit pas être confondu avec Le Petit Robert des noms propres.
Robert des noms propres est le onzième roman écrit par Amélie Nothomb, publié en 2002 chez Albin Michel.
RoBERT est le nom d’une chanteuse pour laquelle Amélie Nothomb a écrit des textes, et dont la vie est en partie à l’origine de ce roman.

## Résumé
La danse classique, le corps, la torture. Amélie Nothomb imagine la biographie de son assassin. Il s’agira d’une personne hors normes, quelqu’un au parcours tumultueux. C’est l’histoire de Plectrude (prénom choisi par sa mère pour lui favoriser un destin extraordinaire), de sa conception à sa rencontre avec Amélie.
Amélie Nothomb s’est inspirée de la vie de la chanteuse RoBERT pour qui elle a écrit 7 chansons dans l’album Celle qui tue, qui forme en quelque sorte un « diptyque » avec ce roman.